# Especies de psitacosaurios

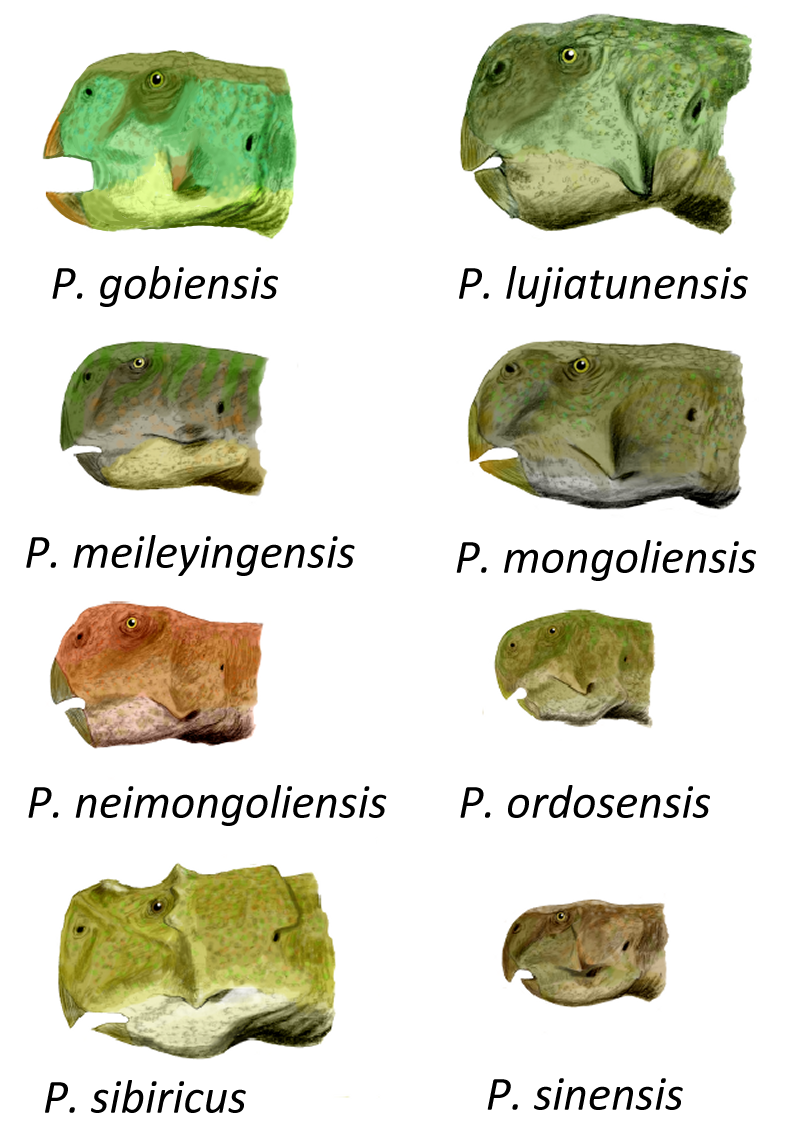
Ocho de las nueve especies de psitacosaurios consideradas válidas.

Diecisiete especies han sido asignadas al género Psittacosaurus (nombrada por Henry Fairfield Osborn en 1923) de las cuales nueve son consideradas como válidas. Esto representa el mayor número de especies válidas asignadas a un género de dinosaurios (exluyendo a las aves). En contraste, la mayoría de los géneros de dinosaurios son monotípicos.  

## Psittacosaurus mongoliensis

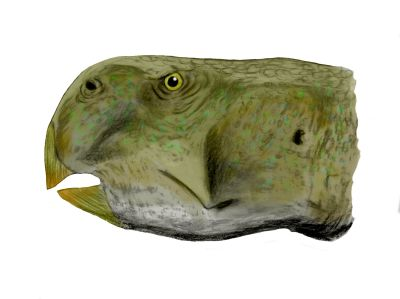
Ilustración del P. mongoliensis.

Los primeros restos de este dinosaurio fueron descubiertos en la tercera expedición del Museo Americano de Historia Natural al desierto de Gobi de Mongolia, cuando uno de los conductores encontró el espécimen tipo (AMNH 6254). Esta misma expedición halló los restos de otros famosos dinosaurios mongoles, incluyendo al protocerátops, al ovirráptor y al velocirráptor. Muchas expediciones posteriores por varias combinaciones de paleontólogos mongoles, rusos, chinos, estadounidenses, polacos, japoneses y canadienses también descubrieron especímenes a lo largo de Mongolia y norte de China. En estas áreas, fósiles del Psittacosaurus mongoliensis son hallados en muchos estratos sedimentarios que datan de las épocas Aptiense y Albiense de comienzos del período Cretácico, o aproximadamente de 125 a 100 millones de años. Restos fósiles de alrededor de 75 individuos han sido descubiertos, incluyendo 20 esqueletos completos con cráneos. Se conocen individuos de todas las edades, de crías de menos de 13 centímetros de largo, a viejos adultos que alcanzan cerca de 2 metros en longitud.
El cráneo del P. mongoliensis es plano en la cabeza, sobre todo atrás del cráneo, con una depresión triangular, o fossa, en la superficie exterior del maxilar (un hueso de la mandíbula superior). Una pestaña es presente en el borde inferior del dental (el hueso sostenedor-del-diente en la mandíbula), sin embargo no es tan prominente como en P. meileyingensis. P. mongoliensis está entre las especies más grandes conocidas. El cráneo del espécimen tipo es de 15.2 cm de largo, y el fémur asociado de 16.2 cm en longitud. Otros especímenes son más grandes, con el mayor fémur reportado que alcanza sobre 21 cm de largo.

## Psittacosaurus sinensis

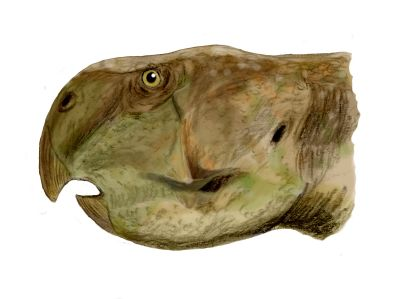
Ilustración del P. sinensis.

En los 1950s, se descubrieron sus fósiles en la Formación de Qingshan de la provincia de Shandong, al sureste de Pekín. C.C. Young los nombró Psittacosaurus sinensis para diferenciarlo del P. mongoliensis, el cual había sido originalmente hallado en Mongolia. Fósiles de más de 20 individuos han sido desde entonces encontrados, incluyendo varios cráneos y esqueletos completos, haciendo esta la especie nombrada más conocida después de P. mongoliensis.
El P. sinensis es fácilmente distinguible de todas las demás especies por numerosas características del cráneo. Cráneos adultos son más pequeños que los del P. mongoliensis y tienen menos dientes. Singularmente, el hueso premaxilar contacta al hueso yugal (mejilla) fuera del cráneo. Los yugales señalan hacia fuera en los lados, formando "cuernos" proporcionalmente más amplios que los de cualquier otra especie conocida de Psittacosaurus a excepción del P. sibiricus y P. lujiatunensis. Por las mejillas "erupcionadas", el cráneo es raramente más amplio que largo. Un "cuerno" más pequeño se presenta detrás del ojo, al contacto con los huesos yugales y postorbitales, un rasgo también vista en el P. sibiricus. La mandíbula carece de la abertura hueca, o fenestra, observada en otras especies, y toda la mandíbula inferior sobresale hacia fuera, dándole al animal la apariencia de un prognatismo. El cráneo de un P. sinensis adulto podía alcanzar 11.5 cm en longitud.

## Psittacosaurus lujiatunensis

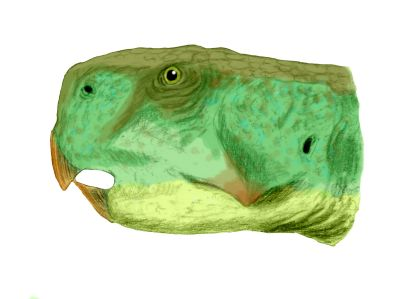
Ilustración del P. lujiatunensis.

Se trata de la especie más recientemente descrita, nombrada en el 2006 por el paleontólogo chino Zhou Chang-Fu y 3 colegas. Es la especie más primitiva que se conoce, basada en cuatro cráneos de las capas bajas de la Formación de Yixian de la provincia de Liaoning, cerca del pueblo de Lujiatun, China. Esta capa ha sido datada diferentemente por varios autores, de 128 millones de años en la época Barremiana, a 125 en la Aptiana.
El cráneo tipo del P. lujiatunensis alcanza los 19 cm en longitud, mientras el cráneo conocido más grande es de 20.5 cm de largo, así que esta especie era similar en tamaño al P. mongoliensis y P. sibiricus. Hay una fossa en frente del ojo, como en el P. mongoliensis. Los huesos yugales sobresalen ampliamente hacia fuera, haciendo el cráneo más amplio que largo, al igual que en el P. sinensis. Yugales "erupcionados" son también hallados en el P. sibiricus. El P. lujiatunensis carece de los "cuernos" postorbitales vistos en esas dos especies. Total, se supone que esta especie exhibe varias características primitivas en comparación a otras especies del Psittacosaurus, la cual es consistente con su edad geológica más antigua.

## Psittacosaurus sibiricus

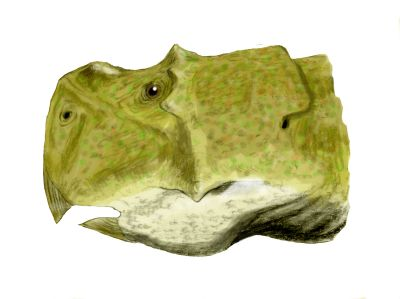
Ilustración del P. sibiricus.

A principios de los 1950s, paleontólogos rusos comenzaron a excavar restos de Psittacosaurus en una localidad cerca del pueblo de Shestakovo en el óblast de Kemerovo en Siberia. Dos otras localidades cercanas fueron exploradas en los 1990s, una de las cuales produjeron varios esqueletos completos. Esta especie fue nombrada Psittacosaurus sibiricus en el 2000 en un papel científico escrito por cinco paleontólogos rusos, pero el crédito por el nombre es oficialmente dado a dos de esos autores, Alexei Voronkevich y Alexander Averianov. Los restos no fueron completamente descritos hasta el 2006. Dos esqueletos articulados casi completos y la variedad de material desarticulado de otros individuos de todas las edades se conocen de la Formación de Ilek de Siberia, la cual data de las épocas Aptiana y Albiana del Cretácico inferior.
El P. sibiricus es la especie de Psittacosaurus más grande que se conoce. El cráneo del espécimen tipo es de 20.7 cm de largo, y el fémur es de 22.3 cm en longitud. Se distingue también por su volante del cuello, el cual es más largo que el de cualquier otra especie, del 15 al 18% de la longitud craneal. Un rasgo muy llamativo del P. sibiricus es el número de "cuernos" alrededor de sus ojos, con dos prominencias en cada postorbital, y uno en frente de cada ojo, en los huesos palpebrales. Cuernos similares encontrados en el postorbital del P. sinensis no son tan prominentes pero pueden ser homólogos. Los "cuernos" yugales extremadamente prominentes son también vistos en el posiblemente relacionado P. sinensis. Aunque las líneas suturas no son claramente visibles, aparece que el yugal contacta el premaxilar, otra similitud con el P. sinensis. Hay una saliente en el dental de la mandíbula inferior, similar al P. mongoliensis, P. meileyingensis, y P. sattayaraki. Puede decirse aparte de las otras especies del Psittacosaurus por su combinación de 32 rasgos anatómicos, incluyendo seis que son únicos en la especie. Muchos de estos son detalles del cráneo, pero un rasgo inusual es la presencia de 23 vértebras entre el cráneo y la pelvis, a diferencia de 21 o 22 en otras especies de las que se conocen las vértebras.

## Psittacosaurus ordosensis

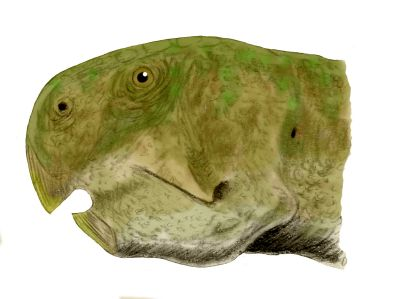
Ilustración del P. ordosensis.

Psittacosaurus ordosensis es una especie nombrada por Dale Russell y Zhao Xijin en 1996, en honor a la prefectura de Ordos de la Región Autónoma de Mongolia Interior. El espécimen tipo es un esqueleto casi completo, que incluye parte del cráneo. Sin embargo, solamente el cráneo, la mandíbula y la pata han sido descritos. Tres otros especímenes han sido asignados a esta especie pero permanecen sin descripción. Como P. neimongoliensis, esta especie fue descubierta en la Formación de Eijnhoro.
P. ordosensis puede distinguirse por numerosos rasgos de los yugales, los cuales tiene "cuernos" muy prominentes. Es también la especie más pequeña conocida. Un cráneo adulto alcanza solo 9.5 cm en longitud.

## Psittacosaurus meileyingensis

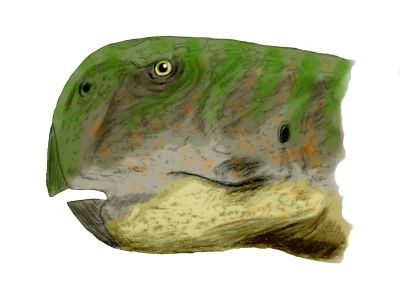
Ilustración del P. meileyingensis.

Fue descrita por Sereno y Zhao, junto con otros dos colegas chinos, en 1988. Perteneció a la Formación de Jiufotang, cerca del pueblo de Meileyingzi, provincia de Liaoning, al noreste de China. Esta especie se conoce de cuatro cráneos fósiles, uno asociado con algún material esquelético, encontrado en 1973 por científicos chinos. La edad de Jiufotang en Liaoning es desconocida, pero en la provincia vecina de Mongolia Interior, se la ha datado de unos 110 millones de años, en la época Albiense del Cretácico inferior.
P. meileyingensis es la especie con el más corto hocico y volante óseo, haciendo al cráneo casi circular en perfil. La órbita (cuenca ocular) es rugosamente triangular, y hay una prominente pestaña en el borde inferior del dentario, un rasgo también visto en el P. major, y a un grado menos en el P. mongoliensis, P. lujiatunensis, P. sattayaraki, y P. sibiricus. El cráneo tipo completo, probablemente adulto, mide 13.7 centímetros de largo.

## Psittacosaurus neimongoliensis

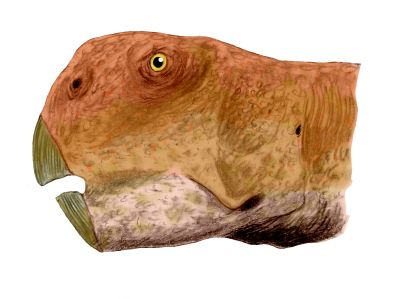
Ilustración del P. neimongoliensis.

Psittacosaurus neimongoliensis es una especie descrita por Dale Russell y Zhao Xijin en 1996. Fue nombrada P. neimongoliensis debido al nombre en chino mandarín para Mongolia Interior. Está basada en un esqueleto fósil casi completo, incluyendo la mayoría del cráneo, hallado en la Formación de Eijnhoro (la cual data de comienzos del Cretácico) junto con otros siete individuos.
El hueso frontal del P. neimongoliensis es distintivamente estrecho comparado al de otras especies, resultando totalmente en un cráneo más estrecho. El isquion de la pelvis es también más largo que el fémur, el cual se diferencia de otras especies en las cuales estos huesos se conocen. El espécimen tipo tiene una longitud del cráneo de 13.2 cm y una longitud femoral de 13 cm, pero no es completamente adulto. Un adulto P. neimongoliensis fue probablemente más pequeño que uno P. mongoliensis, con un cráneo y cola proporcionalmente más largos.

## Psittacosaurus major

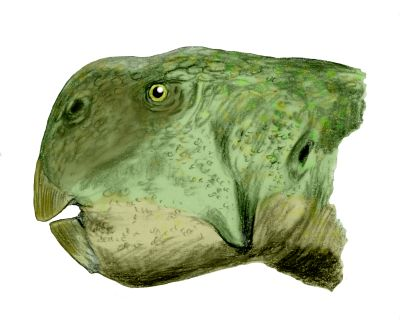
Ilustración del Psittacosaurus major.

El P. major es una especie descubierta en la formación Yixian, cerca de Beipiao, en la provincia de Liaoning. Esta especie fue nombrada así por las inusuales dimensiones de su cráneo, este es un 25% mayor que el del P. mongoliensis, pero las dimensiones del cuerpo eran similares. Esto demuestra un agrandamiento de la cabeza documentado en otros ceratopsios posteriores, como el Protoceratops.
El espécimen fue descrito en el 2007 por Sereno et al.

## Psittacosaurus houi

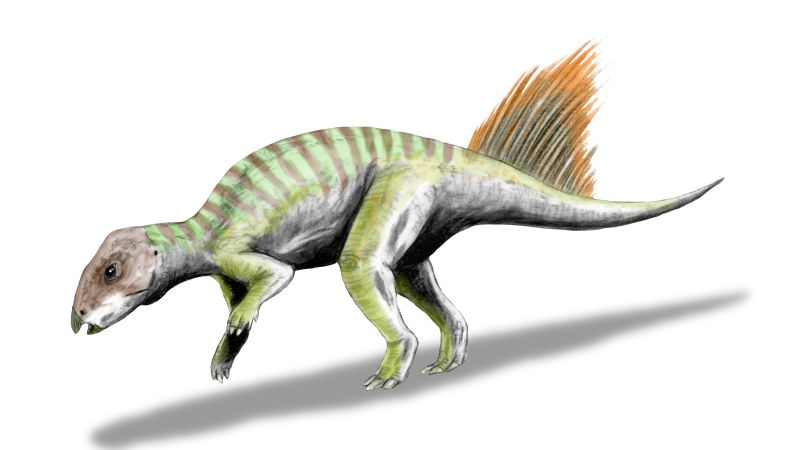
Ilustración del Psittacosaurus houi.

El espécimen holotipo de P. houi es la estructura de un cráneo de un individuo juvenil, preservado totalmente a excepción de parte del lado derecho y de la extremidad de la mandíbula superior. Este cráneo fue recuperado de la Formación Yixian en Liaoning China, que es famosa por la preservación excepcional de sus fósiles, incluyendo la mayor parte de los dinosaurios emplumados conocidos. La edad de esta formación se ha disputado, pero mediante la datación radiométrica ha confirmado recientemente que pertenece al Cretácico Inferior, probablemente del Barremiense hace 130 a 125 millones de años. Varios especímenes de Psittacosaurus se han recuperado también de Yixian, incluyendo uno con una fila de cerdas largas en la cola que pudo haber tenido a función de exhibición en vida. Como Hongshanosaurus se conoce solamente del material craneal, es desconocido si también tenía estas cerdas.al principio se creía que esta especie de Psittacosaurus tenía su propio género Hongshanosaurus houi que fue reasignado a la especie Psittacosaurus houi